# Twerbud
Twerbud herbu Ossoria  (ur. w XIV w., zm. w XV w.) – bojar żmudzki, adoptowany podczas unii horodelskiej (1413).

## Życiorys
W 1413 roku podczas unii horodelskiej doszło do przyjęcia przez polskie rodziny szlacheckie, bojarów litewskich wyznania katolickiego (tzw. adopcja herbowa). Jednym z ważniejszych dowodów tamtego wydarzenia jest istniejący do dziś dokument, do którego przyczepione są pieczęcie z wizerunkami herbów szlacheckich.

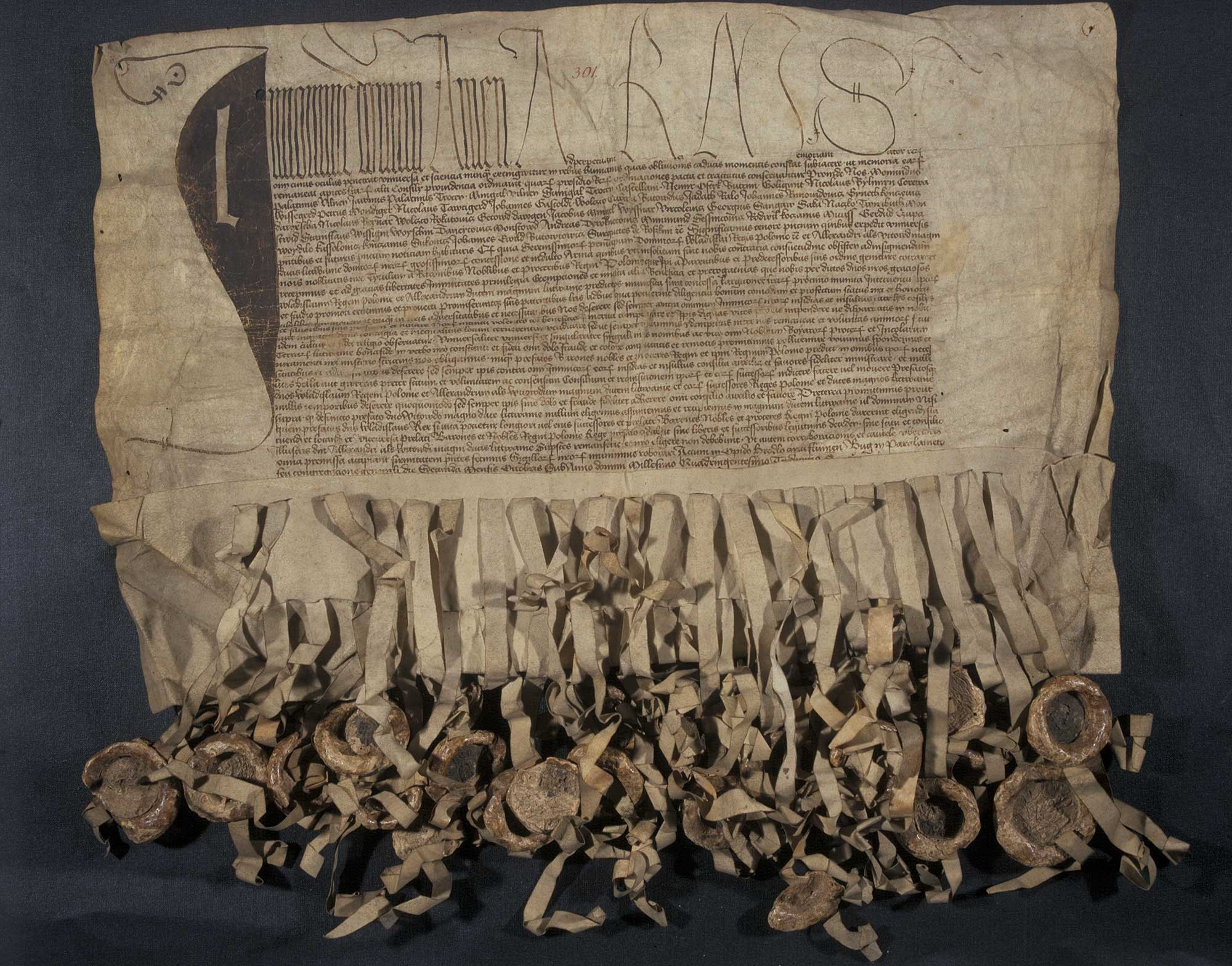
Dokument unii horodelskiej z 1413 roku z przyczepionymi pieczęciami

Z dokumentu dowiadujemy się o istnieniu Twerbuda, który został adoptowany przez przedstawicieli Okszów. Jednakże, poza tą informacją jest w historii osobą dość nieznaną.
Ślad po nim udaje się odnaleźć w dokumencie orzeczenia wyroku przez króla Aleksandra Jagiellończyka z 1495 roku, w którym przysądził niejakiemu Niewierowi Dowkszewiczowi, bojarowi kowieńskiemu, pewną ziemię w Kowieńszczyźnie, którą „Died ich Twirbut był w derżani jeszcze za welikoho kniazia Witowta”. Według polskiego historyka, Władysława Semkowicza, mowa tu właśnie o omawianym Twerbucie. Z tego też powodu zalicza go do bojarów żmudzkich.